# Швейцарський літературний архів
Швейцарський літературний архів (нім. Schweizerisches Literaturarchiv) — національний літературний архів, розташований в Берні. 

## Короткий опис
Архів переважно збирає приватні архіви літераторів та інших діячів культури всіма національними мовами Швейцарії (німецькою, французькою, італійською, ретороманською). Він є частиною Швейцарської національної бібліотеки і розташовується в її приміщенні.
Архів було відкрито 1991 року. Створення архіву пов'язане з заповітом швейцарського письменника Фрідріха Дюрренматта, який помер 1990 року. Дюрренматт заповів свій приватний архів державі за умови, що буде засновано Національний архів з літератури. Зараз тут зберігається більше 100 особистих архівів видатних письменників Швейцарії та інших країн.

## Фонди
Архів має матеріали таких діячів, як:
| - Етьєн Барільє - Петер Біксель - Кла Бірт - Корінна Бій - Жорж Боржо - Герман Бургер - Еріка Буркарт - Блез Сандрар - Аліса Сереза - Моріс Шаппаз - Жак Шессекс - Роже Драгонетті - Гіон Деплазес - Альберт Ейнштейн - Генріх Федерер - Жан Гебсер - Фрідріх Глаузер - Евеліне Гаслер | - Герман Гессе - Патрисія Хайсміт - Рольф Хоххут - Людвіг Голь - Урс Єггі - Вальтер Кауер - Агота Крістоф - Пайдер Лансель - Едвіге Лівелло - Уго Летшер - Лоренц Лотмар - Голо Манн - Мані Матер - Маріелла Мехр - Ніклаус Майнберг - Адольф Мушг - Отто Небель - Альберто Нессі | - Поль Нізон - Джованні Ореллі - Андрі Пеер - Жорж Пуле - Йозеф Рейнгарт - Гонзаг де Рейнольд - Райнер Марія Рільке - Аліса Ріва - Ізольде Шаад - Аннмарі Шварценбах - Гендрі Шпеша - Карл Шпіттелер - Верена Штефан - Біт Штечі - Вальтер Фогт - Отто Вальтер - Зілья Вальтер - Жан Старобінскі |  |